# Diego Ignacio Parada y Barreto
Diego Ignacio Parada y Barreto (Jerez de la Frontera, 1829-Madrid, 1881) fue un médico y escritor español.

## Biografía
Nacido el 7 de marzo de 1829 en Jerez de la Frontera, estudió Medicina en Cádiz y Madrid, y Filosofía en su ciudad natal. Discípulo de Juan María Capitán y compañero de colegio de Luis de Eguílaz, se dedicó desde joven a la literatura. Publicó desde 1845 varias poesías castellanas y latinas, además de numerosos artículos políticos, literarios y médicos en la prensa periódica. También tradujo algunas partes del Diccionario de ciencias médicas. Tuvo que desempeñarse como médico durante las epidemias de cólera de 1854 y 1856, además de otras de tifus, fiebre amarilla y fiebres palúdicas, en Cádiz, El Puerto, Madrid y La Mancha. Fue uno de los fundadores del Cuerpo de Beneficencia Municipal y las Casas de Socorro.
Entre sus obras de carácter médico se encontraron títulos como El arsénico y las fiebres intermitentes, Higiene del habitante de Madrid, Enfermedades de pecho que pueden simular la tisis, Estudio sobre una enfermedad nueva que puede llamarse Paculosis palmo-plantar, Ensayo sobre topografía médica de Madrid, Geografía médica, Estudio monográfico sobre la diátesis, Estudios sobre sanidad pública y Bases reglamentarias para establecer el servicio sanitario municipal en Madrid, entre otras. También fue autor de Hombres ilustres de Jerez de la Frontera é historia de esta población, Noticia sobre la historia y el estado actual del cultivo de la vid y del comercio vinatero de Jerez de la Frontera y Escritoras y eruditas españolas, entre otras obras. Falleció el 7 de agosto de 1881 en Madrid.